# Flora Fauna Cemento
Flora Fauna Cemento (in alcune incisioni indicati come Flora Fauna & Cemento) è stato un complesso di musica leggera italiano attivo negli anni settanta.

## Storia della band
Nasce su iniziativa di Mario Lavezzi, ex chitarrista dei Camaleonti, e di Damiano Dattoli, bassista che aveva lavorato negli anni precedenti con Lucio Battisti, nel 1970; ed è appunto con l'etichetta fondata da Battisti con Mogol, Alessandro Colombini e altri che debutta nello stesso anno, con una cover di Bridge over Troubled Water di Simon & Garfunkel, tradotta da Alessandro Colombini come Il ponte; anche la canzone sul retro, Superstar, è una cover, in questo caso, della canzone principale del musical Jesus Christ Superstar, con il testo di Herbert Pagani. Mentre nel primo caso la traduzione è relativamente fedele all'originale, Superstar travisa completamente il testo religioso del brano originale, parlando dell'amore infelice per una ragazza spregiudicata, in quella che viene considerata una provocazione, un brano ironico o addirittura un antecedente pietoso di Servi della gleba
. 
Nello stesso anno Ciro Dammicco lascia la formazione (in seguito fonderà i Daniel Sentacruz Ensemble).
L'anno successivo anche Dattoli lascia la band (in seguito fonderà i Data con Umberto Tozzi e si dedicherà alla carriera di autore scrivendo, tra le altre, Io vagabondo per i Nomadi), sostituito da Bruno Longhi.
Il 1972 è l'anno del maggior successo della band, Mondo blu, scritta da Mogol e Battisti, mentre l'anno successivo è la volta del primo album omonimo (da alcuni ritenuto intitolato Rock a causa della piccola scritta in copertina, peraltro assente sull'etichetta del disco), con in copertina l'attrice Dina Castigliego fotografata da Cesare Montalbetti.
Nel 1974 il complesso partecipa a Un disco per l'estate con Congresso di filosofia, scritto dall'ex bassista Dattoli e inciso nello stesso anno anche dai Data; in questo periodo entra nella formazione Gianna Nannini, che inciderà solo questo 45 giri.
Continuano anche i cambiamenti nella formazione e nel 1975 entra nella band Sergio Conte, ex tastierista dei Jumbo.
Lavezzi lascia la formazione per entrare nel complesso Il Volo (continua però a fare il produttore per i Flora Fauna e Cemento per qualche anno ancora), sostituito da Alberto Valli (proveniente dagli Spaventapasseri), e il complesso cambia etichetta; l'album Disamore, del 1975, è pubblicato dalla CBS e contiene molti brani scritti da Ermanno Capelli, Bruno Longhi, Sergio Conte, Alberto Valli.
Nel 1976 la band passa alla Fonit Cetra, che pubblica una versione di Visionario no, scritta da Ermanno Capelli, cantata precedentemente da Sergio Conte e Mara Cubeddu.
Dopo la pubblicazione nel 1977 di un altro 45 giri, il complesso si scioglie.

## Formazione
- Mario Lavezzi: voce, chitarra (dal 1970 al 1973)
- Alberto Valli: voce, chitarra (dal 1975)
- Damiano Dattoli: voce, basso (dal 1970 al 1971)
- Bruno Longhi: basso (dal 1972)
- Ciro Dammicco: organo Hammond (nel 1970)
- Sergio Poggi: batteria (dal 1970 al 1974)
- Stefano Pulga: Tastiere (1974)
- Silvano Bolzoni: batteria (dal 1975)
- Barbara Michelin: voce
- Manuela Mantegazza: voce (dal 1970 al 1971)
- Babelle Douglas: voce (dal 1971 al 1972)
- Mara Cubeddu: voce (dal 1972)
- Gianna Nannini: voce (nel 1974)
- Cinzia Esposito: voce (dal 1976 al 1978)
- Sergio Conte: voce, tastiere (dal 1975 al 1976)

## Discografia

### Album in studio
- 1973 – Flora Fauna e Cemento - Rock (Numero Uno, ZSLN 55653)
- 1975 – Disamore (CBS, 69114)

### Singoli
- 1970 – Il ponte/Superstar (Numero Uno, ZN 50030)
- 1971 – Un papavero/In America (Numero Uno, ZN 50122)
- 1972 – Mondo blu/Fuori piove, riscaldami tu (Numero Uno, ZN 50147)
- 1973 – La nostra piccola canzone/Forse domani (Numero Uno, ZN 50301)
- 1974 – Congresso di filosofia/Stereotipati noi (Numero Uno, ZN 50329)
- 1976 – Visionario no/L'orizzonte (Fonit Cetra, SP 1614; inciso come Flora Fauna & Cemento)
- 1977 – Io sono mia/Mia dolce amante (Fonit Cetra, SP 1652; inciso come Flora Fauna & Cemento)